# Вергиния
Вергиния (Verginia) е красиво плебейско момиче от 5 век пр.н.е. Дъщеря е на армейския офицер центурион Луций Вергиний и годеница на бившия народен трибун през 456 пр.н.е. Луций Ицилий.
Случва се около 448/447 пр.н.е. Децемвирът Апий Клавдий Крас проявява интерес към Вергиния през 451 пр.н.е. Когато тя го отхвърля, Апий кара клиента си Марк Клавдий да твърди, че Вергиния е негова робиня и е подхвърлена при раждането ѝ на Луций Вергиний. Клавдий я отвлича по време, когато отива на училище. Обаче народът от Римския форум го спира и понеже Вергиний и Ицилий са хора с респект, го задължава да постави случая при децемвирите. Ицилий успява да заведе момичето в къщата на родителите ѝ и там да чака баща си, който не бил по това време в Рим. Вергиний се връща след два дена и Апий, който ръководи децемвирите, казал на Форума пред насъбралите се привърженици на Вергиний и Ицилий, че Вергиния наистина е робиня на Клавдий. Бащата помолил да поговори с дойката и дъщеря си насаме и Клавдий се съгласил. Тогава той убива с нож Вергиния, по негово мнение, за да ѝ спести поробването. Арестуват Вергиний и Ицилий, но привържениците им идват обратно и искат да нападнат ликторите и да унищожат техните Фасции. Следват бунтове срещу децемвирата и неговото разпадане.
Управлението на децемвирите е смъкнато и Републиката отново възстановена. Започва отново нормалният магистрат (magistratus ordinarii). Апий се самоубива след скандала около Вергиния в затвора.

Историята за Апий Клавдий, Вергиния и баща ѝ оттогава е предпочитана тема за трагедии. Ливий сравнява своя разказ с историята за изнасилването на Лукреция и смъкването на монархията през 509 пр.н.е.